# Halo (bài hát của Beyoncé)
"Halo" là một bài hát của nghệ sĩ thu âm người Mỹ Beyoncé nằm trong album phòng thu thứ ba của cô, I Am... Sasha Fierce (2008). Nằm trong đĩa I Am... của album, bài hát đại diện cho một góc nhìn chân thật nhất về cuộc sống của nữ ca sĩ sau ánh hào quang trên sân khấu và sự nổi tiếng của cô. Nó được phát hành như là đĩa đơn thứ tư trích từ album ở Hoa Kỳ và thứ ba trên toàn cầu vào ngày 20 tháng 1 năm 2009 bởi Columbia Records. Được lấy cảm hứng từ bài hát năm 2004 của Ray LaMontagne "Shelter", "Halo" được đồng viết lời và sản xuất Knowles và Ryan Tedder, bên cạnh sự tham gia đồng viết lời từ Evan Bogart, và được hình thành bởi Tedder cho giọng hát của Beyoncé một cách riêng biệt, mặc dù có nhiều giả thuyết xung quanh việc nó đã được sáng tác cho Leona Lewis. Đây là một bản R&B ballad kết hợp với những yếu tố từ pop với nội dung mô tả một tình yêu tuyệt vời, trong đó sử dụng nhiều loại nhạc cụ khác nhau như trống, dương cầm, đàn phím, đàn dây, đàn synthesizer và bộ gõ. Tuy nhiên, nó đã phải đối mặt với một cuộc tranh cãi sau khi Kelly Clarkson tuyên bố rằng Tedder đã tái sử dụng những sắp xếp âm nhạc từ bài hát năm 2009 của cô "Already Gone".
Sau khi phát hành, "Halo" nhận được những phản ứng tích cực từ các nhà phê bình âm nhạc, trong đó họ đánh giá cao giọng hát cảm xúc của Beyoncé và quá trình sản xuất của nó, cũng như so sánh bài hát với bài hát năm 2007 của Lewis "Bleeding Love". "Halo" còn gặt hái nhiều giải thưởng và đề cử tại những lễ trao giải lớn, bao gồm chiến thắng tại giải Âm nhạc châu Âu của MTV năm 2009 cho Bài hát xuất sắc nhất cũng như hai đề cử giải Grammy cho Thu âm của năm và Trình diễn giọng pop nữ xuất sắc nhất tại lễ trao giải thường niên lần thứ 52, và chiến thắng giải sau. Bài hát cũng gặt hái những thành công vượt trội về mặt thương mại với việc đứng đầu các bảng xếp hạng ở Brazil và Na Uy, và lọt vào top 10 ở hầu hết những quốc gia nó xuất hiện, bao gồm vươn đến top 5 ở nhiều thị trường lớn như Úc, Canada, Đức, Ireland, Ý, New Zealand, Tây Ban Nha, Thụy Sĩ và Vương quốc Anh. Tại Hoa Kỳ, "Halo" đạt vị trí thứ năm trên bảng xếp hạng Billboard Hot 100, trở thành đĩa đơn thứ 12 của Beyoncé vươn đến top 10 dưới cương vị nghệ sĩ hát đơn và đã bán được hơn 4.1 triệu bản tại đây. Tính đến nay, nó đã bán được hơn 10.5 triệu bản trên toàn cầu, trở thành đĩa đơn bán chạy nhất trong sự nghiệp của nữ ca sĩ cũng như một trong những đĩa đơn bán chạy nhất mọi thời đại.
Video ca nhạc cho "Halo" được đạo diễn bởi Philip Andelman, trong đó bao gồm những hình ảnh lãng mạn và hạnh phúc của Beyoncé với người tình của cô (do nam diễn viên Michael Ealy thủ vai). Một phiên bản thay thế khác của video đã được đăng tải trên mạng vào tháng 5 năm 2010, trong đó nhân vật của Ealy bị cảnh sát truy đuổi qua một khu rừng vào ban đêm. Để quảng bá bài hát, nữ nghệ sĩ đã trình diễn nó trên nhiều chương trình truyền hình và lễ trao giải lớn, bao gồm Late Show with David Letterman, Today và giải NAACP Image lần thứ 40, cũng như trong nhiều chuyến lưu diễn của cô. Beyoncé đã thay đổi lời bài hát "Halo" hai lần trong hai buổi biểu diễn trực tiếp đặc biệt: để tưởng nhớ Michael Jackson sau sự ra đi đột ngột của ông, và để tưởng niệm những nạn nhân từ trận động đất ở Haiti năm 2010. Kể từ khi phát hành, bài hát đã được hát lại và sử dụng làm nhạc mẫu bởi nhiều nghệ sĩ khác nhau, như Katy Perry, Florence and the Machine, Westlife, Major Lazer, Mike Posner, Harper Blynn và dàn diễn viên của Glee, cũng như được thêm vào phần âm nhạc cho vở opera xà phòng của Brazil - India – A Love Story.

## Danh sách bài hát
| - Đĩa CD tại Úc 1. "Halo" – 4:21 2. "Single Ladies (Put a Ring on It)" (RedTop radio chỉnh sửa phối lại) – 3:32 - Đĩa CD tại châu Âu 1. "Halo" – 4:22 2. "Diva" – 3:21 - Đĩa CD tại Đức 1. "Halo" (bản album) – 4:22 2. "Diva" (bản album) – 3:21 3. "Halo" (Dave Audé radio chỉnh sửa phối lại) – 4:10 4. "Halo" (video ca nhạc) – 3:44 - Đĩa CD tại Pháp 1. "Halo" – 4:21 | - Đĩa EP tại Anh quốc 1. "Halo" (Olli Collins & Fred Portelli phối lại) – 6:58 2. "Halo" (The New Devices phối lại) – 5:49 3. "Halo" (My Digital Enemy phối lại) – 6:33 4. "Halo" – 4:21 - EP phối lại ở Canada và Hoa Kỳ 1. "Halo" (radio chỉnh sửa) – 3:44 2. "Halo" (Dave Audé Club phối lại) – 8:54 3. "Halo" (Gomi Club phối lại) – 8:57 4. "Halo" (Karmatronic Club phối lại) – 7:13 5. "Halo" (Lost Daze Club phối lại) – 8:02 |

## Xếp hạng
| Bảng xếp hạng (2009-16)                  | Vị trí cao nhất |
| ---------------------------------------- | --------------- |
| Úc (ARIA)                                | 3               |
| Áo (Ö3 Austria Top 40)                   | 6               |
| Bỉ (Ultratop 50 Flanders)                | 18              |
| Bỉ (Ultratop 50 Wallonia)                | 15              |
| Brazil (ABPD)                            | 1               |
| Canada (Canadian Hot 100)                | 3               |
| Cộng hòa Séc (Rádio Top 100)             | 2               |
| Đan Mạch (Tracklisten)                   | 15              |
| Châu Âu (European Hot 100 Singles)       | 4               |
| Pháp (SNEP)                              | 39              |
| Đức (Official German Charts)             | 5               |
| Hungary (Rádiós Top 40)                  | 17              |
| Ireland (IRMA)                           | 4               |
| Ý (FIMI)                                 | 5               |
| Na Uy (VG-lista)                         | 1               |
| New Zealand (Recorded Music NZ)          | 2               |
| Hà Lan (Dutch Top 40)                    | 9               |
| Hà Lan (Single Top 100)                  | 14              |
| Bồ Đào Nha (Billboard)                   | 1               |
| Slovakia (Rádio Top 100)                 | 1               |
| Hàn Quốc (Gaon International Singles)    | 6               |
| Tây Ban Nha (PROMUSICAE)                 | 5               |
| Thụy Điển (Sverigetopplistan)            | 8               |
| Thụy Sĩ (Schweizer Hitparade)            | 4               |
| Anh Quốc (OCC)                           | 4               |
| Hoa Kỳ Billboard Hot 100                 | 5               |
| Hoa Kỳ Adult Contemporary (Billboard)    | 27              |
| Hoa Kỳ Adult Pop Airplay (Billboard)     | 22              |
| Hoa Kỳ Dance Club Songs (Billboard)      | 1               |
| Hoa Kỳ Hot R&B/Hip-Hop Songs (Billboard) | 16              |
| Hoa Kỳ Pop Airplay (Billboard)           | 2               |
| Hoa Kỳ Rhythmic (Billboard)              | 8               |

| Bảng xếp hạng (2010)                              | Vị trí cao nhất |
| ------------------------------------------------- | --------------- |
| Canada (Canadian Hot 100)                         | 58              |
| Thụy Điển (Sverigetopplistan)                     | 23              |
| Hoa Kỳ Bubbling Under Hot 100 Singles (Billboard) | 5               |

| Bảng xếp hạng (2000-09) | Vị trí |
| ----------------------- | ------ |
| Australia (ARIA)        | 32     |

| Bảng xếp hạng (2009)                     | Vị trí |
| ---------------------------------------- | ------ |
| Australia (ARIA)                         | 7      |
| Australia Urban (ARIA)                   | 4      |
| Austria (Ö3 Austria Top 75)              | 35     |
| Belgium (Ultratop 50 Flanders)           | 72     |
| Belgium (Ultratop 40 Wallonia)           | 70     |
| Brazil (ABPD)                            | 1      |
| Canada (Canadian Hot 100)                | 12     |
| Denmark (Tracklisten)                    | 40     |
| Europe (European Hot 100 Singles)        | 33     |
| Germany (Official German Charts)         | 18     |
| Hungary (Rádiós Top 40)                  | 87     |
| Ireland (IRMA)                           | 18     |
| Italy (FIMI)                             | 28     |
| Netherlands (Dutch Top 40)               | 57     |
| Netherlands (Single Top 100)             | 91     |
| New Zealand (Recorded Music NZ)          | 8      |
| Norway (VG-lista)                        | 5      |
| Spain (PROMUSICAE)                       | 9      |
| Sweden (Sverigetopplistan)               | 5      |
| Switzerland (Schweizer Hitparade)        | 18     |
| UK Singles (Official Charts Company)     | 25     |
| US Billboard Hot 100                     | 29     |
| US Pop Songs (Billboard)                 | 18     |
| US Hot R&B/Hip-Hop Songs (Billboard)     | 79     |
| US Rhythmic (Billboard)                  | 34     |
| Bảng xếp hạng (2010)                     | Vị trí |
| Australia Urban (ARIA)                   | 39     |
| Bảng xếp hạng (2012)                     | Vị trí |
| South Korea International Singles (Gaon) | 10     |
| South Korea International Singles (Gaon) | 166    |
| Bảng xếp hạng (2013)                     | Vị trí |
| Australia Urban (ARIA)                   | 42     |
| South Korea International Singles (Gaon) | 20     |
| Bảng xếp hạng (2014)                     | Vị trí |
| Australia Urban (ARIA)                   | 39     |
| South Korea International Singles (Gaon) | 58     |
| Bảng xếp hạng (2015)                     | Vị trí |
| Australia Urban (ARIA)                   | 46     |
| South Korea International Singles (Gaon) | 33     |
| Bảng xếp hạng (2016)                     | Vị trí |
| Australia Urban (ARIA)                   | 37     |
| South Korea International Singles (Gaon) | 39     |
| Bảng xếp hạng (2017)                     | Vị trí |
| Australia Urban (ARIA)                   | 45     |
| South Korea International Singles (Gaon) | 89     |

| Bảng xếp hạng                        | Vị trí |
| ------------------------------------ | ------ |
| UK Singles (Official Charts Company) | 267    |

## Chứng nhận
| Quốc gia                                                                           | Chứng nhận  | Số đơn vị/doanh số chứng nhận |
| ---------------------------------------------------------------------------------- | ----------- | ----------------------------- |
| Úc (ARIA)                                                                          | 7× Bạch kim | 490.000‡                      |
| Canada (Music Canada)                                                              | Bạch kim    | 10.000^                       |
| Đan Mạch (IFPI Đan Mạch) Nhạc số                                                   | Bạch kim    | 90.000‡                       |
| Đan Mạch (IFPI Đan Mạch) Streaming                                                 | Vàng        | 0^                            |
| Pháp (SNEP)                                                                        | —           | 53,350                        |
| Đức (BVMI)                                                                         | Bạch kim    | 500.000‡                      |
| Ý (FIMI)                                                                           | Bạch kim    | 20.000*                       |
| México (AMPROFON)                                                                  | Vàng        | 30.000*                       |
| New Zealand (RMNZ)                                                                 | Bạch kim    | 15.000*                       |
| Hàn Quốc (Gaon Chart)                                                              | —           | 1,899,479                     |
| Tây Ban Nha (PROMUSICAE)                                                           | 2× Bạch kim | 80.000*                       |
| Thụy Sĩ (IFPI)                                                                     | Bạch kim    | 30.000^                       |
| Anh Quốc (BPI)                                                                     | 2× Bạch kim | 1,200,000                     |
| Hoa Kỳ (RIAA) Nhạc số                                                              | 2× Bạch kim | 4,125,000                     |
| Hoa Kỳ (RIAA) Nhạc chuông                                                          | Vàng        | 500.000^                      |
| * Chứng nhận dựa theo doanh số tiêu thụ. ^ Chứng nhận dựa theo doanh số nhập hàng. |             |                               |